# Sylwia Nowiczewska
Sylwia Nowiczewska, znana także jako Sylwia Nowiczewska-Elis (ur. 24 lipca 1974 w Radomiu) – polska aktorka teatralna, filmowa, telewizyjna i głosowa.
Absolwentka Akademii Teatralnej im. Aleksandra Zelwerowicza w Warszawie (1997). W latach 1997–2006 aktorka Teatru Narodowego w Warszawie.

## Filmografia
- 1996: Dom jako studentka
- 1997: Boża podszewka jako Żydówka (gościnnie)
- 1997: Pokój 107 jako Bożena
- 1998: 13 posterunek (gościnnie)
- 1999: Na koniec świata jako Anielka
- 2000: Anna Karenina jako chłopka w majątku Lewina
- 2000: Twarze i maski
- 2001: Graczykowie, czyli Buła i spóła jako Danka (gościnnie)
- 2002: Chopin. Pragnienie miłości
- 2002: The Ring jako Rachel Keller (dubbing)
- 2003: Magiczne drzewo jako aktorka Kaja Wajnert (odc 3)
- 2003: Miodowe lata jako kobieta (gościnnie; odc 118: Trup w szafie)
- 2003: Lokatorzy jako Julia Michałek (gościnnie)
- 2003: M jak miłość jako lekarz pogotowia (gościnnie)
- 2003: Kasia i Tomek jako Żaneta (gościnnie)
- 2003–2005: Sprawa na dziś jako Lena
- 2006: Kryminalni jako Marta Zimak (gościnnie)
- 2005: Stowarzyszenie jako Teresa
- 2007: Ekipa jako Maria Stańczyk (gościnnie)
- 2008: BrzydUla jako dziennikarka
- 2010: Ojciec Mateusz jako doktor Alicja Rylska (gościnnie)
- 2013: Kocham.enter jako Alicja
- 2013: Podporucznik Rybarczyk jako porucznik MO Młynarska
- 2014: Ojcze masz jako zakonnica
- 2014: Na dobre i na złe jako Iwona Olech, matka Pauli (gościnnie)
- 2015: Prawo Agaty jako Jadwiga Tymańska
- 2017: Lekarze na start jako doktor Golan, lekarz ginkolog-położnik
- od 2018: Leśniczówka jako Barbara Gromniak